# Clubiona heterosaca
Clubiona heterosaca este o specie de păianjeni din genul Clubiona, familia Clubionidae, descrisă de Yin et al., 1996. Conform Catalogue of Life specia Clubiona heterosaca nu are subspecii cunoscute.